# Pozycja schizo-paranoidalna
Pozycja schizo-paranoidalna – w teorii relacji z obiektem wg Melanie Klein pierwszy z dwóch sposobów organizacji przeżyć przez niemowlęta, trwający do ok. 4–6. miesiąca życia dziecka. Charakteryzuje się przewagą mechanizmów obronnych rozszczepienia i projekcji. Dziecko w tym czasie postrzega obiekt (matkę) jako skrajny – albo całkowicie dobry albo całkowicie zły.